# Samsung Galaxy A5 (2017)
O Samsung Galaxy A5 (2017) ou Samsung Galaxy A5 2017 Edition é um smartphone Android desenvolvido e fabricado pela Samsung Electronics. Faz parte da série Galaxy A, que é voltada para o mercado intermediário. A empresa divulgou este telefone 2 de janeiro de 2017.

## Especificações

### Software
O smartphone sai de fábrica com sistema operacional móvel Android 9 "Pie" sob a interface One UI da Samsung.

## Disponibilidade
A Samsung divulgou que pretende comercializar até vinte milhões de smartphones após a inauguração de sua nova linha de produtos. O público-alvo da empresa são os mercados da Europa Ocidental e Oriental, África, Ásia e América Latina. O Galaxy A5 (2017), um dos modelos lançados, não foi distribuído nos Estados Unidos, diferentemente do Galaxy A5 (2016), que também não chegou ao Canadá. Os consumidores poderão escolher entre quatro cores disponíveis, incluindo preto e ouro rosa.

### Variantes
| Modelo      | Processador                | SIM   | Região                                                       |
| ----------- | -------------------------- | ----- | ------------------------------------------------------------ |
| SM-A520F    | Samsung Exynos 7 Octa 7880 | Único | Europa, Ásia, África, América Latina, Oceania, Médio Oriente |
| SM-A520F/DS | Samsung Exynos 7 Octa 7880 | Dual  | Rússia, Cazaquistão, Ucrânia, Emirados Árabes Unidos         |
| SM-A520W    | Samsung Exynos 7 Octa 7880 | Único | Canadá                                                       |